# Список військових аеродромів Росії
Після реформи 2008 — 2009 років із 245 військових аеродромів у Росії залишилося близько 70 активних, решта нині законсервована або використовуються епізодично. Заплановано подальше скорочення мережі військових аеродромів, таким чином у країні має залишитися лише 27 основних військових аеродромів. Більшість аеродромів збудовані в радянський період (у 1950-ті — 1970-ті роки).
У листопаді 2011 року ЗМІ повідомили, що за поточний рік у Росії відремонтовано 26 військових аеродромів, а в перспективі планується поетапне відновлення решти аеродромів. За тодішніми оцінками, капітальний ремонт однієї злітно-посадкової смуги на аеродромі коштував близько 8 мільярдів рублів.
У січні 2012 року ЗМІ повідомили, що до 2020 року на користь ВПС РФ планується провести повну реконструкцію існуючої аеродромної мережі в місцях базування військової авіації ; таким чином, йшлося не про всі військові аеродроми, а про регулярно використовувані (їх не більше кількох десятків).
Точний кількісний та якісний склад авіації Збройних сил Російської Федерації є секретною інформацією. Наведені нижче дані зібрані за відкритими джерелами та можуть бути хибними або неточними.

## Список військових аеродромів ВКС Росії
Згідно зі списком, ЗС РФ експлуатують 116 аеродромів, 85 аеродромів було занедбано, 29 аеродромів використовуються цивільною авіацією та авіаремонтними заводами.
 ✖  — занедбані чи розібрані.
 ~  — аеродроми, що використовуються цивільною авіацією або авіаремонтними заводами.
 ✚  — аеродроми, що експлуатуються Збройними силами Російської Федерації.
Не відзначені кольором — аеродроми, доля яких не відома чи залишена комендатура.
Для аеродромів, що мають код ІКАО (починається з літери «У»), вказаний код ІКАО, а для інших — індекс держаеродрому (починається з літери «Ь»), якщо він відомий.
Курсивом виділено розформовані (нині існуючі) підрозділи
| Назва аеродрома                           | Відстань до кордону з Україною | ЗПС (довжина й ширина) | Типи повітряних суден | Рід війск, об'єднання, підрозділ** | Примітки |
| ----------------------------------------- | ------------------------------ | ---------------------- | --- | --- | --- |
| ✖ Алакуртті (Мурманська обл.)             | 1635                           | 2200х44                | Мі-8, Мі-24 | ВПС > 6-та армія ВПС і ППО > 485-й ОВП → 85-та ОВЕ | Виведений із ЗГВ у 1990 році. 1 грудня 2009 року розформований, АТ передана в Мончегорськ і Левашово.                                                                               |
| ✖ Алейськ, Алтайський кр.                 | 2960                           | 2500х45                | Мі-4 → Мі-8 | РВСП > 33-а РА > 41-ша РД > 3-тя ОВЕ | ОВЕ розформована у квітні 1995 року. Аеродром ліквідований. |
| ✖ Амдерма, Ненецький АО                   | 2400                           |                        | МіГ-19, Як-25м → (з 1969 р.) Ту-128 → (з 12.1986 р.) МіГ-31                                                              | ППО > 10-та ОА ПВО > 4-та дППО > 72-й ГВАП → АвКмд | Аеродром спільного базування. Полк базувався з 1958 по 1993 рік. |
| ✚ Амдерма-2 (Рогачово)                    | 2350                           | 2500х40                | МіГ-17, МіГ-15УТИ | ППО > 10-та ОА ПВО > 4-а дППО > 991-й ВАП | У вересні 1972 року перебазований у Петрозаводськ (Бісовець) |
| ✚ Амдерма-2 (Рогачово)                    | 2350                           | 2500х40                | Як-28п → (з 1987 р.) Су-27                                                                                               | ППО > 10-та ОА ПВО > 4-а дППО > 641-й ГВАП | Базувався з вересня 1972 року. У 1993 об'єднаний з 431-м ВАП в 470-й ВАП (Африканда), аеродром використовується епізодично.                                                         |
| ~ Анапа (Витязево) (Краснодарський край)  | 75 / 300                       | 2500х45                | Ка-27 | ВПС > ЧЦП > 709-й центр психофізіологічної підготовки особового складу | Використовується як цивільний аеропорт. Військовий сектор скорочено до авіаційної комендатури. Використовується цивільною авіацією.                                                 |
| ✖ Андреаполь (Тверська обл.)              | 480                            | 2500x49                | | ВПС > КСпП > 16-та ПА > 28-й ГВАП | Полк розформовано у грудні 2009 р. Літаки МіГ-29 передані в Домну. Закинутий. |
| ✚ Армавір, Краснодарський кр.             | 360 / 430                      | 2500х40                | Л-39 «Альбатрос», МіГ-29, Як-130                                                                                         | ВПС > КВВАУЛ > УАвБ | |
| ~ Архангельськ-Васьково                   | 1400                           | 2441х32                | н/д | ППО > 10-та ОА ПВО > 359-й ОТАП, 125-а ОТАЕ | 359-й ОТАП розформовано у 1994 р., 125-та ОТАЕ існувала до 1998 р., аеродром як військовий не використовується з 1998 р. Використовується цивільною авіацією.                       |
| ✚ Архангельськ-Талаги                     | 1420                           | 2500х44                | МіГ-31 | ПВО > 10-та ОА ПВО → 6-та А ВПС і ППО > 518-й ВАП | 518-й ВАП розформований у 1998 р. |
| ✚ Архангельськ-Талаги                     | 1420                           | 2500х44                | Мі-8, Ан-26 | 6-та А ВПС і ППО > 89-е ОАЗ → 45-а А ВПСіПВО ПФ | Використовується цивільною авіацією. |
| ✚ Астрахань (Приволзький)                 | 640 / 820                      | 2500х40 2500х48        | МіГ-29; МіГ-29 | ВПС > ЧЦП > 185-й ЦБПіБЗр > 116 ЦБПр (ИА) | Аеродром повністюю реконструйований до травня 2016 року |
| ✖ Африканда (Мурманська обл.)             | 1680                           | 2500х50                | МіГ-15 → (з 1955 р.) МіГ-17 → (з 1960 р.) МіГ-19 → (з 1973 р.) Су-15ТМ                                                   | ППО > 10-та ОА ПВО > 21-й кППО > 431-й ВАП → 470-й ГВАП | Перебазований у 1953 р., до 1960 р. 30-та ПА ПриБВО. В 1993 р. об'єднаний з 641-м ГВАП в 470-й ГВАП. 1 вересня 2001 року 470-й ГВАП розформований. Аеродром закинутий.              |
| ✚ Ахтубінськ (Астраханська обл.)          | 470 / 600                      | 4000х100 2500х80       | Су-17М4, Л-39 «Альбатрос», Ту-95МС, Су-27СМ, МіГ-29, МіГ-31, Су-35С, Су-30СМ, Су-34, Су-57                               | ВПС > ЧЦП > 929-й ДЛДЦ > 267-й ЦПЛВ | |
| ✚ Ашулук (Астраханська обл.)              | 580 / 770                      | 2650х40                | Повітряні мишені. | ВПС > ЧЦП > 185-й ЦБПіБЗр | аеродром полігону Ашулук |
| ✖ Ащебутак, Оренбурзька обл.              | 1360 / 1530                    | 3400х100               | | | ЗПС демонтована. |
| ✚ Багай-Барановка (Саратовська обл.)      | 560 / 700                      | 2478х40                | Ан-26, Ан-72, Мі-8, Мі-24Р                                                                                               | СВ > ВРХБЗ > 395-а ОЗАЕ → ВПС > ЧЦП > 929-й ДЛДЦ > 395-а ОИАЭ | В 2009 році переведений на ВПС |
| ✚ Багерове (Крим)                         | 0 / 240                        | 3500х100               | | | В 2012 році проданий ФМУ. |
| ✖ Бада, Забайкальський кр.                | 4800                           | 2500х44                | | ВПС > 14-та А ВПС і ППО > 21-а ЗАД > 313-й РАП | Закритий, літаки Су-24МР передані на аеродром Шагол. |
| ✚ Балашов (Саратовська обл.)              | 320 / 430                      | 2000х48                | Ан-24, Ан-26 | ВПС > КВВАУЛ > УАвБ | |
| ✖ Балтійськ                               | 420                            |                        | | н/д | Не використовується, зруйнований. |
| ✚ Балтимор (Воронезька обл.)              | 180                            | 2500x48                | Су-24М, Су-24МР, МіГ-25РБ, Су-34                                                                                         | ВПС > КСпП > 16-а ВА > 105-а ЗАД > 455-й БАП | Перетворений на в 7000 АвБ. На реконструкції 2013-2015 рр., АТ тимчасово перебазована на аер. Бутурлинівка.                                                                         |
| ✚ Балтимор (Воронезька обл.)              | 180                            | 2500x48                | Ан-30 | ВПС > КСпП > 16-а ВА > 183-й ОДРАО | |
| ~ Барнаул (Михайловка)                    | 3000                           | 2850х50                | Мі-8 | | Використовується цивільною авіацією. |
| ✚ Барнаул (Сибирский)                     | 3000                           |                        | Мі-8 | РВСН > 33-тя РА > 35-та РД > 337-а ОВЕ → АвКмд | ОВЕ розформована, ОС і АТ передані в АвБ Новосибирськ (Толмачово) |
| ✖ Барнаул (Панфілово)                     | 3000                           |                        | | ВПС > ЧЦП > НЗ > Барнаульское ВВАУЛ > 44-й НАП | Полк розформований, аеродром використовується малою авіацією. |
| ✖ Батайськ (Ростовська обл.)              | 80 / 200                       | 2000х40                | МіГ-15 → Aero L-29 Delfin → Л-39 «Альбатрос»                                                                             | ВПС > ЧЦП > Батайське ВАУЛ → ЕВВАУЛ > 801-й НАП | Полк розформований в 1993 році. |
| ✖ Батайськ (Ростовська обл.)              | 80 / 200                       | 2000х40                | Мі-8 | 326-а ОВЕ | частина розформована, аеродром наразі не використовується |
| ✖ Безенчук, Самарська обл.                | 850                            | 1200х30                | | ВПС > ЧЦП > НЗ > Сизранський ВАІ > 109-й НВП | 109-й НВП розформований в 2003 р. |
| ✚ Біла, Іркутська обл.                    | 4300                           | 4000х80                | Ту-22М, Ту-22МР | ВПС > 37 ПА ВГК(СН) > 326-а ВБАД > 200-й ГВБАП | У грудні 2009 переформований на авіабазу. З грудня 2010 — авіагрупа. |
| ✖ Безрічна, Забайкальський кр.            | 5200                           |                        | Ла-7 → (з 1951 р.) МіГ-15 → (з 1955 р.) МіГ-17 → (з 1971 р.) Су-ТМ                                                       | ППО > 14-а ОА ППО > 26-а дППО > 22-й ВАП | Передислокований 18.02.1947 р. Розформований восени 1992 р. Аеродром розібраний. |
| ✚ Бельбек (Крим)                          | 0 / 230                        | 3450х70                | Су-27 | ВПС > 4-та А ВПС і ППО > 27-а ЗАД > 38-й ВАП | В 2014 році аеродром був окупований ВПС Росії. |
| ~ Бердськ-Центральний, Новосибірська обл. | 3000                           | 400х40                 | Мі-6, Мі-8, Мі-24 | СВ > СибВО > 41-а ОА > 9-а ОВЕ | Виведена з ЗГВ 29 червня 1993 року. Розформована в 1997 році. |
| ~ Бердськ-Центральний, Новосибірська обл. | 3000                           | 400х40                 | Мі-8, Мі-24 | ВПС > 14-та А ВПС і ППО > 337-й ОВП БіУ | Выведен из ЗГВ 4 июня 1994 року. Розформований, АТ передана в АвБ Новосибірськ (Толмачово)                                                                                          |
| ~ Бердськ-Центральний, Новосибірська обл. | 3000                           | 400х40                 | Ан-2, Мі-2, PZL-104 Wilga                                                                                                | ДОСААФ | використовується як спортивний. |
| ✚ Борисоглєбськ (Воронезька обл.)         | 250 / 340                      | 2500х40                | Су-25, Л-39 «Альбатрос», Як-130                                                                                          | ВПС > КВВАУЛ > УАвБ | Раніше було Борисоглєбське ВВАУЛ. |
| ✚ Братськ, Іркутська обл.                 | 4100                           | 3160х60                | Ту-128 → (з 1988 р.) МіГ-31                                                                                              | ППО > 14-а ОА ППО > 39-й кППО > 350-й ВАП | Перебазований в 1985 році. Розформований в червні 2002 року. |
| ✚ Братськ, Іркутська обл.                 | 4100                           | 3160х60                | Ан-26, Мі-8 | 14-та А ВПС і ППО > 11-й апсо | Аеродром спільного базування. Базується з 09.2002 року. Входить в отап аеропорту Кольцово.                                                                                          |
| ✚ Будьонновськ, Ставропольський кр.       | 520 / 620                      | 2500х40                | Мі-8, Мі-24, Ми-24ПН, Мі-28                                                                                              | ВПС > 4-та А ВПС і ППО > 6971-а АвБ → 387 АвБ (АА) | |
| ✚ Будьонновськ, Ставропольський кр.       | 520 / 620                      | 2500х40                | Су-25 | ВПС > 4-та А ВПС і ППО > АГ 6972 АвБ | |
| ✚ Бутурлинівка Воронезька обл.)           | 140 / 220                      | 2500x40                | | ВПС > 6-та А ВПС і ППО > 105-й ЗАД > 899-й ГШАП | Розформований в 2010 р. В червні 2014 року стало відомо про відновлення 899-го ГвШАП до 2017 року.                                                                                  |
| ✚ Варфоломіївка, Приморський кр.          | 6700                           | 2500×40-42             | Су-24МР | ВПС > 11-та А ВПС і ПВО > 303-тя ЗАД > 799-й ОРАП | |
| ✖ Ватега, Архангельська обл.              | 1320                           | 3500х80                | | | Закинутий недобудованим у 1995 р. |
| ✖ Кречевіци (В.Новгород)                  | 710                            | 2000х60                | Іл-76МД | ВПС > 61 ВА ВГК (ВТА) > 110-й ВТАП | 14 жовтня 2009 року 110-й ВТАП розформований. Аеродром закинутий. |
| ✚ Веретьє (Остров) (Псковська обл.)       | 610                            | 3480х80                | | ЦБПіПЛС МА ВМФ | передислокований |
| ✚ Веретьє (Остров) (Псковська обл.)       | 610                            | 3480х80                | Мі-8, Мі-26, Мі-28, Мі-35, Ка-52                                                                                         | 15-а Бр АА | |
| ✖ Веселе (Крим)                           | 0 / 150                        | 3240х50                | Іл-28 | Військово-морські сили > Чорноморський флот ВМФ Росії > 2-а ГМТАД > 1817-й МТАП → 981-й МТАП | Перебазований в 1952 р. Розформований 13.09.1960 р. |
| ✖ Веселе (Крим)                           | 0 / 150                        | 3240х50                | Ту-16 → (з 1985 р.) Ту-22М3                                                                                              | Військово-морські сили > Чорноморський флот ВМФ Росії > 2-а ГМТАД > 5-й ГМТАП | Перебазований в 1960 р. Розформований 15.11.1994 р. |
| ✚ Владивосток (Кневичі)                   | 6700                           | 3500х60 2500х60        | Ту-22М2 Ту-22М3, Ту-16                                                                                                   | ВМФ > ВПС ТОФ > 25-а МРАД > 183-й МРАП | Аеродром спільного базування. Розформований разом із МРАД 12.1993 р. |
| ✚ Владивосток (Кневичі)                   | 6700                           | 3500х60 2500х60        | Ан-12, Ан-26, Ту-104, Ту-134, Ту-154                                                                                     | ВМФ > ВПС ТОФ > 593-й ОТАП → 71-а ОТАЕ | |
| ✚ Владивосток (Кневичі)                   | 6700                           | 3500х60 2500х60        | 153-й АРЗ | | |
| ✚ Владимир (Семязино)                     | 600                            | 1909x42                | Ан-26, Мі-8МТВ-5 | 6-та армія ВПС і ППО змішана авіаційна ескадрилья 33-й отсап (Владимир, Семязино аеродром). Раніше 98-й осае війська РВСП, переданий в ВПС в 2011 р. | Аеродром спільного базування С 2014 р. Входить в 33 ОТЗАП (Левашово) |
| ~ Владикавказ (Беслан)                    | 670 / 770                      | 3000х45                | н/д | н/д | Використовується цивільною авіацією |
| ~ Воздвиженка, Приморський кр.            | 6600                           | 3000                   | Ту-22М3 | ВПС > 37 ВА ВГК (СП) > 326-а ВБАД > 444-й ВБАП 523 АПИБ | Полк розформований, аеродром використовується 322-м АРЗ. |
| ✖ Возжаївка, Амурська обл.                | 6000                           | 2450х40                | н/д | ВВО > 3-е К ВПС і ППО > 8983-а АвБ (1 розряду) → 188 АвКмд | |
| ~ Волгоград (Бекетовка)                   | 330 / 430                      | 1500х40                | н/д | н/д | З кінца 1990-х використовується як спортивний аеродром для польотів на літаках Як-52 і парапланах, скидання парашутистів із літаків Ан-2, а також для автогонок.                    |
| Вольск, Саратовська обл.                  | 580 / 700                      | 1900х100               | аеростати | ВПС > ЧЦП > 929-й ДЛДЦ > ? ВНДЦ | |
| ~ Воркута                                 | 2350                           | 3500х78                | н/д | Авіація ФСБ | Використовується цивільною авіацією і ФСБ |
| ✖ Виборг (Вещєво), Ленінградська обл.     | 950                            | 2500х40                | МіГ-21смт → Су-17м2 | 76-а ВА ЛенВО > 66-й АПИБ → (з 1989 р.) ВПС БФ > 66-й ОМШАП | Передислокований восени 1978 р. Розформований 1 грудня 1993 року, аеродром закритий, ЗПС демонтована. (Вещево)                                                                      |
| ✚ Вязьма (Двоївка) (Смоленська обл.)      | 310                            | 2000x50                | МіГ-15 → Aero L-29 Delfin → Л-39 «Альбатрос», Л-410                                                                      | Вяземський НАЦ ДОСААФ | Існує як Вяземський аероклуб, в його складі пілотажна група "Русь" |
| ✚ Вязьма (Двоївка) (Смоленська обл.)      | 310                            | 2000x50                | Мі-6, Мі-8мтш, Мі-8смв, Мі-8ппа, Мі-24                                                                                   | ВПС > 16-а ВА > 6-а ОВЕ РЭБ | Виведена з ЗГВ 02.09.1992 р. Розформована 01.09.1997 р. |
| ✚ Вязьма (Двоївка) (Смоленська обл.)      | 310                            | 2000x50                | Мі-8, Мі-24, Ка-52 | ВПС > 16-а ВА > 440-й ОВП БіУ → 378 АвБ (АА) → 440-й ОВП | |
| ✖ Гальонки, Приморський кр.               | 6600                           | 2520x40                | Су-25 | ВПС > 11-та А ВПС і ППО > 303-а ЗАД > 18-й ГШАП | Розформований 1 грудня 2009 року. |
| ✖ Гаровка-2                               | 6500                           |                        | Мі-8, Мі-6 → Мі-26 | ВПС > 11-а А ВПС і ППО > 825-й ОТБВП | Полк розформований, ОС і АТ передані в АвБ Хабаровськ (Большой). |
| ✚ Гвардійське (Крим)                      | 0 / 200                        | 3075x70                | Су-24, Су-25 | ВПС > 4-та А ВПС і ППО > 27-а ЗАД > 37-й ЗАП | Раніше базувались Ту-16 МРА ВМФ СССР. |
| ✖ Гірвас                                  | 1130                           | 2200х40                | н/д | | Розформований. Аеродром закинутий. |
| ✖ Гіссар                                  |                                |                        | Су-25, Мі-8, Мі-24 | СВ > 21-а ОМСБР > 6976-а АБ | Частина виведена в РФ. |
| ~ Горєлово                                | 850                            | 2500х60                | н/д | ВПС > ЧЦП > 419-й АРЗ | Использует 419-й АРЗ |
| ~ Грозный                                 | 720 / 820                      | 2500х45                | н/д | н/д | Використовує цивільна авіація. |
| ✚ Грозний (Ханкала)                       | 730 / 830                      |                        | Мі-8, Мі-24, Мі-26 | н/д | |
| ✚ Громово (Саккола)                       | 950                            | 2500х36                | Мі-8, Ан-26 | н/д | (Громово (Ленінградська область)) З 2014 р. Входить в 33 ОТЗАП (Левашово) |
| ✚ Джанкой (Крим)                          | 0 / 145                        | 2500х50                | Ан-12 → (з 1974 р.) Іл-76                                                                                                | ВПС > ВТА > 7-а ВТАД > 369-й ВТАП | Після 1991 р. переданий Україні. Розформований після 1994 року. |
| ✚ Джанкой (Крим)                          | 0 / 145                        | 2500х50                | Мі-8, Мі-28, Мі-24, Ка-52                                                                                                | ВПС > 4-та А ВПС і ППО > 27-а ЗАД > 39-й ВП | В 2014 році аеродром був окупований ВКС Росії. |
| ✖ Джида                                   | 4550                           | 2500х40 2500х32        | Су-24М | ВПС > 14-та А ВПС і ППО > 21-а ЗАД > 2-й ГБАП | База закрита восени 2010 р. ОС і АТ перебазовані на аеродром Шагол. |
| ✚ Дзьомгі                                 | 6400                           |                        | Су-27, Су-27СМ, Су-30М2, Су-35С                                                                                          | ВПС > 11-та А ВПС і ППО > 25-а дППО > 23-й ВАП | |
| Добринське                                | 620                            | 1800x80                | Мі-8, Мі-26 | Був військовим, пізніше переданий в 172-а ОЗАЕ МЧС РФ, а потім закинутий. | Закинутий. |
| ✖ Домбаровський, Оренбурзька обл.         | 1400 / 1530                    | 2500х50                | МіГ-23 | ПВО > 4-та ОА ППО > 412-й ВАП | Закинутий. |
| ✚ Домна                                   | 5000                           | 2500х44                | МіГ-21 → (з 1978 р.) МіГ-23 → (з 1993 р.) МіГ-29 → (з 2013 р.) Су-30см, + (з 2009 р.) Су-25                              | ВПС > 23-та ПА ЗабВО → 14-та А ВПС і ППО > 26-а дППО > 120-й ВАП → АвБ → 120-й ВАП | Перебазований 09.1969 р. з 26-й ПА БелВО |
| ✖ Донгузький, Оренбурзька обл.            | 1100 / 1200                    | 2500х190               | | | Закинутий. |
| ✚ Донське                                 | 440                            | 500х40                 | Ка-27, Ка-29 | ВМФ > ВПС БФ > 396-а ОКПВЕ | |
| ✖ Дорохово                                | 620                            | 2506x48                | Су-27 | ВПС > КСпП > 32-й кППО > 611-й ВАП | У вересні 2009 року полк розформований. Аеродром закинутий. |
| ✚ Енгельс-2                               | 480 / 610                      | 3500x100               | Ту-160 | ВПС > 37-а ВА ВГК(СН) > 22-а ГВБАД > 121-й ГВБАП | |
| ✚ Енгельс-2                               | 480 / 610                      | 3500x100               | Ту-95МС, | ВПС > 37-а ВА ВГК(СН) > 22-а ГВБАД > 184-й ВБАП | |
| ✚ Еребуні                                 |                                | 2780x40                | МіГ-29, Мі-8, Ка-52 | ВПС > 4-та армія ВПС і ППО > 3624-й АвБ > 426 А.Гр. | МіГ-29 буде замінено на Су-30СМ в 2020-2021 рр. |
| ✖ Єгорлицька (Ростовська обл.)            | 150 / 290                      | 1500х40                | Мі-8, Мі-26 | ВПС > 4-та А ВПС і ППО > 325-й ОТБВП | Розформований в 2010 р. Плити аеродрома демонтують і вивозять у Зерноград |
| ~ Єгор'євськ                              | 480                            | 575x60                 | Безпілотний літальний апарат                                                                                             | ВПС > ЧЦП > 924-й ЦБПіПЛС ЧБПЛ | Використовує приватна авіація. |
| ✚ Єйськ (Краснодарський край)             | 40 / 140                       | 2502х40 2500х40        | Л-39 «Альбатрос», Ту-134УБЛ, Ту-154, Іл-38, Ан-26, Ка-32                                                                 | ВПС > 4-та А ВПС і ППО > 1-а ГЗАД > 959-й БАП. | В 2009 році розформований. Наразі ЦБП і ПЛС МА ВМФ Росії. |
| ~ Єкатеринбург (Араміль)                  | 1600 / 1700                    | 1803x40 1500х70        | Мі-8 | Авиация ВВ МВД РФ > 9-а ОАЕ МВД РФ | |
| ~ Єкатеринбург (Араміль)                  | 1600 / 1700                    | 1803x40 1500х70        | Мі-8 | ВПС > ЧЦП > 695-й АРЗ | 695-й АРЗ. |
| ✚ Єкатеринбург (Кольцово)                 | 1600 / 1700                    | 3026x53 2504x45        | Мі-8, Ан-12, Ан-26, Ан-72, Ан-148, Ту-134, Л-410                                                                         | ВПС > 5-та А ВПС і ППО > 30-а АвБ → 14-та А ВПС і ППО > 32-й ОТЗАП | Аеродром спільного базування. |
| ✚ Єрмоліно (Калузька обл.)                | 370                            | 3000x60                | Ан-72, Ан-26, Ан-12, Іл-76, Мі-8                                                                                         | Авіація ВВ МВД РФ > 70-й ОЗАПОсН МВД РФ | |
| ✚ Єрмоліно (Калузька обл.)                | 370                            | 3000x60                | Ан-26, Ан-72 | РВСН > ГК > 349-а ОАЕ РВСН | В 2014 р. увійшла в 33-й ОТЗАП (Левашово) |
| Зелёный (Иркутск)                         | 4400                           |                        | Мі-8 | РВСН > 29-а гв.РД > 188-а ОВЕ | |
| ✚ Зерноград (Ростовська обл.)             | 120 / 260                      | 2506х40                | МіГ-29 | ВПС > 4-та А ВПС і ППО > 51-й кППО > 31-й ГВАП | 15.06.1993 р. виведений із ЗГВ. Розформований в 2009 р. АТ передана в Міллерово |
| ✚ Зерноград (Ростовська обл.)             | 120 / 260                      | 2506х40                | Мі-8, Мі-26, Мі-28, Мі-24, Ка-52                                                                                         | ВПС > 4-та А ВПС і ППО > 16-а Бр АА | Передислокована із Ростова-на-Дону |
| ✚ Іваново (Північний)                     | 700                            | 2300x40                | Іл-76М, Іл-76МД, Іл-76МД-М, Іл-76МД-90A А-50                                                                             | ВПС > 61-а ВА ВГК (ВТА) > 610-й ЦБП і ПЛС ВТА | |
| ~ Іркутськ                                | 4400                           | 2500х60                | Ан-12, Ан-30 | ВПС > 37 ВА ВГК(СН) > 181-а ОАЕ | В 2010 р. ескадрилья розформована. Аеродром «Іркутського авіазаводу». |
| ✖ Ітуруп (Буревісник)                     | 7400                           |                        | Мі-8АМТШ | 101-й ОВО → АГ 573-й АвБ (АА) | Не використовується. |
| ✚ Йошкар-Ола                              | 950                            | 2360х40                | Мі-8 | РВСН > 14-а РД > 108-а ОВЕ | |
| Калино                                    |                                |                        | н/д | н/д | |
| ~ Калуга (Орешково)                       | 280                            | 2000x50                | Мі-8, Мі-24 | ВПС > КСпП > 16-а ВА > 45-й ОВП | Полк розформований в 2010 р. Залишена АвКмд для охорони й підтримання запасним. Використовується приватною авіацією.                                                                |
| ✚ Камбала                                 |                                | 2950х44                | Мі-8 | РВСН > 4-й ГЦП > 54-а ОВЕ | |
| ✚ Каменськ-Уральський                     | 1700                           | 2700x48                | Мі-8 | ВПС > 14-та А ВПС і ППО > АвБ (АА) | Авіабаза передислокована з Троїцька. |
| ✖ Камень-на-Обі                           | 2850                           | 2500х39                | Aero L-29 Delfin | ВПС > ЧЦП > НЗ > Барнаульское ВВАУЛ > 96-й НАП | Закинутий. |
| ✚ Канськ (Дальний)                        | 3700                           | 2566х40                | МіГ-31 | ВПС > 14-та А ВПС і ПВО > 41-а дППО > 712-й ГВАП → АГ 6980-й АвБ > 712-й ГВАП | |
| ✖ Канськ (Східний)                        | 3700                           |                        | Мі-8 | РВСН > 23-а РД > 261-а ОВЕ | Передислокована в 1986 році. Розформована в 2002 році. |
| ✖ Канськ (Центральний)                    | 3700                           |                        | | | Закинутий в 1990-х рр. |
| ✚ Кант                                    |                                |                        | Мі-8, Су-25, Л-39 «Альбатрос»                                                                                            | ВПС > 5-а А ВПС і ППО → 2-е К ВПС и ПВО → 14-та А ВПС і ППО > 999-а АвБ | |
| ✚ Капустин Яр                             | 420 / 580                      | 1200х42                | Ан-72, Ан-26, Мі-8 | РВСН > 4-й ГЦП > 158-й ОЗАП → 35-а ОЗАЕ → ВПС | В 2010 році на базі 158 окремого змішаного авіаційного полку (Капустин Яр) сформована 35-та окрема змішана авіаескадрилья (в/ч 33782)                                               |
| ✖ Картали                                 | 150                            |                        | Мі-8 | РВСН > 59-а РД > 80-а ОВЕ | Частина розформована в 2002 році. Аеродром закинутий. |
| ~ Касимово                                | 890                            | 2000х40                | Мі-8, Мі-24 | ВПС > 6-та А ВПС і ППО > 172-й ОБВП → 714-а БЗВ | Розформований в 2007 р. Використовується приватною авіацією. |
| ✚ Кача (Крим)                             | 0 / 220                        | 2000х40                | Ка-27 | ВМФ > ВПС ЧФ > 872-й ОКПЛВП | |
| ✚ Кача (Крим)                             | 0 / 220                        | 2000х40                | Ан-2, Ан-12, Ан-24, Ан-26, Бе-12, Мі-8                                                                                   | ВМФ > ВПС ЧФ > 917-й ОЗАП | |
| ~ Кемерово                                | 3100                           | 650х80                 | н/д | н/д | Використовується як цивільний аеродром. |
| Кінель-Черкаси                            | 900 / 1000                     | 2000х50                | Мі-8, Мі-26 | ВПС > 5-а А ВПС і ППО > 793-й ОТБВП | Виведений із Телаві в 1993 р. Розформований в 2009 р. АТ в Ростов-на-Дону. Аеродром закинутий.                                                                                      |
| ✖ Кілп'явр                                | 1900                           | 2500х44                | МіГ-15 → МіГ-17 → Су-9 → МіГ-23 → Су-27                                                                                  | ПВО > 10-та ОА ПВО > 21-й кППО > 941-й ВАП | Розформований в 2009 році. АТ і ОС переведені у Петрозаводськ (Бесовец). Аеродром закинутий.                                                                                        |
| ✚ Кіровське (Крим)                        | 0 / 230                        | 3000х54                | | ВПС > ЧЦП > 929-й ДЛДЦ > | В 2014 році аеродром був окупований ВКС Росії. |
| ✖ Кірсанов                                | 390 / 450                      | 2000х40                | н/д | н/д | Аеродром закинутий. |
| ✖ Климово (Брянська обл.)                 | 12                             |                        | н/д | н/д | Аеродром закинутий. |
| ✚ Клин-5                                  | 480                            | 2400x50                | Ту-134Ш, Ан-26 | ВПС > 61-а ВА ВГК (ВТА) > 78-а ОВТАЕ | |
| ✚ Клин-5                                  | 480                            | 2400x50                | Мі-8, Мі-24 | ВПС > ЧЦП > 344-й ЦБП і ПЛС АА > 92-а ІДВЕ | |
| ✚ Ключі                                   | 7050                           |                        | Ан-26, Мі-8 | РВСН > 84-й ОЗАП → ВПС > 11-та А ВПС і ППО > 35-й ОТЗАП > САЕ | З 2015 р. входить в 35-й ОТЗАП (Хабаровськ) |
| ✖ Козельськ (Калузька обл.)               | 230                            | 520x50                 | Мі-8 | РВСН > 27-а гв.РА > 28-а РД > 38-а ОВЕ | Розформований в 2009 р. |
| ✚ Коренівськ                              | 210 / 310                      | 2500x42                | Мі-8, Мі-171, Мі-24, Ка-52                                                                                               | ВПС > 4-та А ВПС і ППО > 393-а АвБ (АА) | |
| ✖ Корсаков                                | 7000                           |                        | н/д | н/д | |
| ✖ Коса                                    |                                |                        | н/д | н/д | |
| ~ Кострома (Сокеркіно)                    | 760                            | 1700x50                | н/д | н/д | Використовує цивільна авіація. |
| ✚ Котельниково (Волгоградська обл.)       | 240 / 370                      | 2500х40                | Л-39 «Альбатрос» | ВПС > ЧЦП > НЗ > КВВАУЛ > УАвБ (2 розряду) | |
| ~ Краснодар                               | 180 / 330                      | 2512х40                | Су-25 | ВПС > 4-а А ВПС и ПВО > 1-а ГЗАД > 461-й ШАП | Розформований в 2010 р. Аеродром використовує АРЗ. |
| ✖ Кремово (Озерна Падь)                   | 6600                           | 2500×48                | Су-24М | ВПС > БАП | Закритий в 1998 році, техніка передана на аер Хурба. |
| ✚ Кримськ (Краснодарський край)           | 120 / 320                      | 2500х48                | Су-27, Су-30, Ка-27 | ВПС > 4-та А ВПС і ППО> 6972-а АвБ | З 2011 по 2013 рік аеродром проходить реконструкцію, техніка тимчасово перебазована в Морозовськ.                                                                                   |
| ✚ Кубинка                                 | 410                            | 2500x80                | Мі-8, Ан-12, Ан-26, Ан-30, Ту-134, Іл-20                                                                                 | Повітряні сили > КСпП > 16-а ВА > 226-й ОЗАП | Також використовується 121-м АРЗ. |
| ✚ Кубинка                                 | 410                            | 2500x80                | Л-39 «Альбатрос», МіГ-29, Су-27, Су-30                                                                                   | ВПС > КСпП > 16-а ВА > 237-й ЦПАТ | Також використовується 121-м АРЗ. |
| ✖ Купино                                  | 2600                           | 2500х40                | МіГ-15 → Су-9 → (з 1980 р.) МіГ-23мл/млд                                                                                 | ППО > 14 ОА ППО > 20-а дППО > 849-й ВАП | Передислокований 18.06.1962 р. Розформований 08.1998 р. Аеродром закритий. |
| ✚ Курськ-Східний                          | 100                            | 2500x40                | МиГ-29СМТ, Су-30СМ | ВПС > КСпП > 6-а А ВПС і ППО > 14-й ГВАП | Аеродром спільного базування. |
| ✚ Кущевська                               | 120 / 220                      | 2806х40                | Л-39 «Альбатрос», Су-25, Су-27, МіГ-29                                                                                   | ВПС > КВВАУЛ > 195 УАвБ (2 розряду) | |
| ✖ Лахта                                   | 1400                           | 3000х60                | | ВМФ > 574-й МРАП | Наразі не використовується. Друга назва - Катунино (Архангельск). (Lakhta air base)                                                                                                 |
| ✖ Леб'яже                                 | 370 / 520                      | 2500х44                | Су-24 | ВПС > 5-та А ВПС і ППО > 1-й ГИБАП | У 2009 році полк розформований АТ (Су-24 і Су-24МР) передані на АвБ Мариновка і Черняховськ, аеродром підлягає консервації. (Леб'яже)                                               |
| ✚ Левашово                                | 880                            | 2728х40                | Мі-8, Ан-12, Ан-26, Ан-72, Ан-148, Ту-134, Л-410                                                                         | ВПС > 6-та А ВПС і ППО > 33-й ОТЗАП | З 2014 р. на аеродромі сформований 33-й ОТЗАП (окремий транспортний змішаний авіаційний полк).                                                                                      |
| ✖ Лєтнєозерський                          | 1300                           | 2500х35                | МіГ-15 → МіГ-17 Як-25 → Як-28п → МіГ-25п                                                                                 | ПВО > 10-та ОА ПВО > 23-а дППО > 524-й ВАП | Полк розформований в 1994 році. Наразі не використовується. |
| ✚ Липецьк-2                               | 280                            | 3000x60                | МіГ-29, Су-24М, Су-25, Су-27, Су-30см, Су-34, Су-35                                                                      | ВПС > ЧЦП > 4-й ЦБПіПЛС > 968-й ДІЗАП | |
| ✚ Липецьк-2                               | 280                            | 3000x60                | н/д | ВПС > ЧЦП > 4-й ЦБПіПЛС > 4020-а БРЛ | |
| ✖ Лодєйне Поле                            | 930                            | 2500х60                | МіГ-15 → МіГ-17 → (з 1962 р.) Су-9 → (з 1980 р.) МіГ-23м → (з 1994 р.) Су-27                                             | ВПС > 6-та А ВПС і ППО > 54-й кППО > 177-й ВАП → АвКмд | Розформований в 2009 р. АТ в Петрозаводск (Бесовець). |
| ✖ Луостарі (Печенга)                      | 1900                           | 1750x50                | н/д | | ВМФ. |
| ✚ Луховиці (Третьяково)                   | 450                            | н/д                    | МіГ-23, МіГ-29, МіГ-29К/КУБ                                                                                              | Луховицький авіаційний виробничо-випробувальний комплекс (ЛАПИК) > Виробничий корпус №1 Луховицького машинобудівного заводу корпорації "МіГ" > Луховицьке авіаційне училище > Луховицький авіаційний завод (ЛАЗ) ім. П. А. Вороніна - філіал АО "РСК "МіГ" > Льотно-випробувальний центр ім. А. В. Федотова | ВПС. |
| ✚ Майкоп (Ханська)                        | 280 / 410                      | 2500х40                | Л-39 «Альбатрос», МіГ-23                                                                                                 | ВПС > ЧЦП > НЗ > КВВАУЛ > УАвБ (2 розряду) | |
| ✖ Маліно                                  | 420                            | 1800х80                | Мі-8 | ВПС > ЧЦП > 8-а АДОП > 206-а АвБ (ОН) | Не використовується з 2011 року. |
| ✚ Мариновка (Волгоградська обл.)          | 280 / 430                      | 2500х44                | Су-24МР, Су-24М | ВПС > 4-та А ВПС і ППО > 2-а ОРАЕ → 11-й ЗАП | |
| ✚ Міллерово (Ростовська)                  | 30 / 160                       | 3005х48                | МіГ-29 | ВПС > 7-а бригада ВКО > 6969-а АвБ | |
| ✚ Мічурінськ (Тамбовська обл.)            | 340                            | 2200x40                | Л-39 «Альбатрос», Як-130                                                                                                 | ВПС > ЧЦП > НЗ > КВВАУЛ > УАвБ (2 разряда) (603 НАП) | |
| ✚ Моздок (Північна Осетія)                | 620 / 720                      | 3500х80 2960х80        | Ту-95 | ВПС > ДА > 201-а ВБАД > 182-й ВБАП | Аеродром використовується Дальньою Авіацією ВКС Росії. |
| ✖ Моніно                                  | 480                            | 1500x40                | н/д | ВПС > ЧЦП > НЗ > ВВА ім. Гагаріна | ЗПС демонтована, на місці аеродрому житлова забудова. |
| ✚ Мончегорськ (Сургуч)                    | 1750                           | 2400х40                | Су-24МР, МіГ-31Бм, Су-24М                                                                                                | ВПС > 6-та А ВПС і ППО > 98-й ОГРАП → (з 12.2013 р.) 98-й ОЗАП | |
| ✚ Морозовськ (Ростовська обл.)            | 130 / 300                      | 2500х40                | Су-24М, Су-34 | ВПС > 7-а бригада ВКО > 6970-а АвБ | |
| ✖ Моршанськ                               | 450                            | 3500х44                | Су-15, МіГ-31 | ПВО > МО ПВО > 16-й кППО > 153-й ВАП | Полк розформований в 2001 році. Аеродром закинутий. |
| ✖ Москва (Волосово)                       | 390                            | 600х100                | н/д | н/д | ЗПС демонтована. |
| ~ Муліно                                  | 740                            | 500х40 550х40          | Мі-8, Мі-24, Мі-26, Мі-28, Ка-50, Ка-52 і їх модифікації                                                                 | ВПС > 16-а ВА > 469-а АвКмд | Частина виведена зі складу 16-та ПА, включена до складу 4-го ЦБПіПЛС. У 2012-2013 рр. проведена реконструкція (розширення) ЗПС.                                                     |
| ~ Нальчик                                 | 590 / 690                      | 2200х42                | Ан-12 | ВПС > ЧЦП > 929-й ДЛДЦ > 368-а ОЗАЕ | Використовує цивільна авіація. |
| ~ Нар'ян-Мар                              | 2000                           | 2560х40                | н/д | н/д | Використовує цивільна авіація. |
| ✖ Нерчинськ                               | 5100                           | 324х40                 | | ВПС > 14-а А ВПС и ПВО > 112-й ОВП | Аеродром закритий. |
| ✖ Нивенське                               | 390                            |                        | н/д | н/д | Аеродром закритий в 2002 році, вся техніка виведена в Чкаловськ. |
| ✚ Нижній Тагіл (Салка)                    | 1600                           | 2500x40                | н/д | ВПС > 5-а А ВПС и ПВО > 765-й ВАП | Полк розформований в 1994 році. З 2005 року Салка — експериментальний аеродром ФКП «НТИИМ».                                                                                         |
| ✚ Ніколаєвка (Приморська)                 | 6700                           | 2800x60                | Іл-18, Іл-38 | ВМФ > ВПС ТОФ > 71-а ОВТАЕ | |
| ✚ Ніколаєвка (Приморська)                 | 6700                           | 2800x60                | Іл-38, Ка-27, Ка-29 | ВМФ > ВПС ТОФ > 289-й ОПАП | |
| ✚ Новосибирськ (Толмачово)                | 2900                           | 3600х60 3607х45        | Ан-12, Ан-26, Ту-134, Мі-8                                                                                               | ВПС > 14-та А ВПС і ППО > 37-а ОЗАЕ | З 2015 р. Входить в 32 ОТЗАП (Єкатеринбург) |
| ✚ Новосибирськ (Толмачово)                | 2900                           | 3600х60 3607х45        | Мі-24, Мі-8 | ВПС > 14-та А ВПС і ППО > 337-й ОВП | |
| ✚ Новосибирськ (Толмачово)                | 2900                           | 3600х60 3607х45        | Мі-8, Ан-26 | ФСБ > 3-й ОАО | |
| ✖ Новосибірськ (Північний)                | 2930                           |                        | | Авіація ВВ МВД РФ > 10-а ОАЕ ОН ВВ МВД | В 2010 році аеродром закритий, використовується як вертолітний майданчик НАРЗ. |
| ~ Новосибірськ (Єльцовка)                 | 2930                           |                        | | | Дослідний аеродром НАПО ім. Чкалова. |
| Новосибірськ (Кубова) Пашино              | 2930                           |                        | Мі-8 | РВСН> 39-а РД> 207-а ОВЕ | Ескадрилья розформована. |
| ~ Норильск (Алікель)                      | 3300                           | 3430х45                | | ВПС > 14-а ОА ППО > 22-а дППО > 57-й ГВАП | Полк перебазований в Аликель в 1990 році, розформований в 1993 році. Використовується цивільною авіацією.                                                                           |
| ✖ Обор                                    | 6500                           | 1000×80                | | 8-а ОЗАЕ (в/ч 21901) | До 1994-го ОЗАЕ базувалась в Гаровці, переведена в п. Обор і в 1998 розформована.                                                                                                   |
| ✖ Озинки                                  | 700                            | 2800х300               | Мі-8 | ВПС > ЧЦП > НЗ > СВВАУЛ > 437-й НВП | В 1998 полк був розформований. Аеродром розібраний. |
| ✚ Оленья (Мурманська обл.)                | 1750                           | 3500х80                | Ту-22М, Ан-12, Мі-8, Мі-26                                                                                               | ВПС > КДА > 6950 АвБ > Авіагрупа | Колишній аеродром МА ПФ (924 гв. мрап) |
| ✚ Олов'яна (Степ)                         | 5100                           | 2500х40                | Су-25 | ВПС > 4-та А ВПС і ППО > 21-а ЗАД > 266-й ШАП | З 2013 року перебуває на реконструкції (за планом, до кінця 2018 року). |
| ✚ Омськ-Північний                         | 2330                           | 3022х81                | Ту-128, МіГ-31 | ППО > 14-а ОА ППО > 20-а дППО > 64-й ВАП | Розформований в 1991 р. |
| ✚ Омськ-Північний                         | 2330                           | 3022х81                | Мі-8, Ан-2 | Повітряні сили > 340-а ОВТАЕ | розпущений в 2010 році |
| ✚ Омськ-Північний                         | 2330                           | 3022х81                | Ан-26, Ан-72 | РВСП > 33-а РА > 105-а ОЗАЕ → Повітряні сили > 61-а ВА ВГК (ВТА) > 18-а ВТАД | |
| ✚ Оренбург-2                              | 1070 / 1200                    | 2500х42                | Іл-76МД, Ан-12ПП, Іл-22ПП                                                                                                | ВПС > 61-а ВА ВГК (ВТА) > 18-а ВТАД > 117-й ВТАП | |
| ✚ Оренбург-2                              | 1070 / 1200                    | 2500х42                | Ан-26, Мі-8 | РВСН > 31-а РА > 102-а ОЗАЕ | розформований 2009 |
| ✖ Орськ-Первомайський, Оренбурзька обл.   | 1350                           | 2500х50                | | | Закинутий. Наявна ЗПС |
| ✚ Остаф'єво                               | 430                            | 2050x48                | Ан-26, Ан-24, Ан-12, Ан-72                                                                                               | ВМФ > ЧЦП > 327-й ОТАП | Аеродром спільного базування. |
| ✖ Переяславка (Верино)                    | 6500                           | 2500                   | | ВПС > 11-та А ВПС і ПВО > 83-а БАД > 302-й БАП ; 300-й БАП | 1 грудня 2009 року 302 полк, а 300-й полк в 1994 році були розформовані |
| ✚ Перм (Велике Савино)                    | 1450                           | 3200x49                | МіГ-31 | ВПС > 2-ге К ВПС і ПВО > 6980-а АвБ > 764 ВАП | Аеродром спільного базування. |
| ✖ Петровськ                               | 480 / 580                      | 2000х40                | Л-410 | ВПС > ЧЦП > НЗ > Балашовське ВВАУЛ > 478-й НАП | У 1998 полк був розформований. Не використовується. (Petrovsk (air base)) |
| ✚ Петрозаводськ (Бесовець)                | 1050                           | 2500х48                | Су-27, Су-27П | ВПС > 1-ше К ВПС і ПВО > 7000 АвБ | Аеродром спільного базування. |
| ✚ Петропавловськ-Камчатський (Єлізове)    | 7200                           |                        | МіГ-31 | ВМФ > ВПС ТОФ > 865-й ВАП | |
| ✚ Петропавловськ-Камчатський (Єлізове)    | 7200                           | Іл-38                  | ВМФ > ВВс ТОФ > 317-й ОЗАП                                                                                               | | |
| ✚ Петропавловськ-Камчатський (Єлізове)    | 7200                           | Ка-27                  | ВМФ > ВПС ТОФ > 175-а ОКПВЕ                                                                                              | | |
| ✖ Печора (Березівка)                      | 1900                           |                        | А-50 | н/д | |
| Плесецьк                                  | 1200                           | 2600х50                | Мі-8, Ан-12, Ан-26 | 1-ше К ВПС і ПВО > 17-а ОЗАЕ | В 2014 році увійшов до складу в 33-го ОТЗАП (Левашово) |
| ✖ Поворино                                | 230 / 330                      | 2500х40                | н/д | н/д | Закинутий. |
| ✖ Подужем'є                               | 1400                           | 2500x48                | н/д | н/д | Розформований в 1994 році. Залишена комендатура для охорони і підтримання запасним. Аеродром закинутий.                                                                             |
| ✖ Правдинськ                              | 780                            | 2500х48                | н/д | н/д | Аеродром закинутий. |
| ✚ Прибилово                               | 940                            | 2000х50                | Мі-6, Мі-8, Мі-24, Ан-26                                                                                                 | ВПС > 6-та А ВПС і ППО > 332-й ОГТБВП | |
| ✚ Приморсько-Ахтарськ                     | 115 / 210                      | 2500х40                | Су-25 | ВПС > 4-та А ВПС і ППО > 1-а ГЗАД > 960-й ШАП | |
| ✖ Пристань                                | 6650                           | н/д                    | | ВМФ > ВПС ТОФ > 134-а ОГДРАЭ, 311-й ОМШАП, 173-й ОМШАП | Наразі не використовується. |
| ✚ Псков                                   | 660                            | 2514х44                | Іл-76МД | ВПС > 61-а ВА ВГК (ВТА) > 12-а ВТАД > 334-й ВТАП | |
| ✚ Пугачов                                 | 660 / 790                      | 500х30                 | Мі-8, Мі-24 | ВПС > ЧЦП > НЗ > Сизранський ВАІ > 626-й НВП | |
| ✚ Пушкін                                  | 830                            | 2492х44                | Ми-8Т, Ми-8ППА, Ми-8СМВ                                                                                                  | ВПС > 6-та А ВПС і ППО > 147-а ОВЕ РЭБ ? ВПС > ЧЦП > 20-й АРЗ ВПС > 6-та А ВПС і ППО > 332-й ОГТБВП | |
| Пущино                                    | 370                            |                        | н/д | н/д | |
| ~ Ржев                                    | 435                            | 2515х49 2200х80        | н/д | н/д | Використовується АРЗ. |
| ✚ Ростов-на-Дону (Центральний)            | 65 / 180                       | 2500х44                | Мі-8, Мі-26, Ан-12, Ан-26, Ан-72, Ан-148, Ту-134, Л-410, Іл-20                                                           | ВПС > 4-та А ВПС і ППО > 30-й ОТЗАП | |
| ✚ Ртищево                                 | 400 / 480                      | 2000x40                | Л-410, Ан-26 | ВПС > КВВАУЛ > УАвБ (2 розряду) | |
| ✖ Ряжськ                                  | 410                            |                        | Aero L-29 Delfin, Л-39 «Альбатрос»                                                                                       | ВПС > НЗ > Тамбовське ВВАУЛ > 127-й НАП | До 1990 року Борисоглєбське ВВАУЛ. Наразі не використовується. |
| ✚ Рязань (Дягілєво)                       | 460                            | 3000x70                | Іл-78 | ВПС > 37 ВА ВГК (СН) > 203-й ОГАП СЗ | |
| ✚ Рязань (Дягілєво)                       | 460                            | 3000x70                | Ту-95МС, Ту-22М, Ту-134УБЛ, Ан-26                                                                                        | ВПС > 37 ВА ВГК (СП) > 43-й ЦБПіПЛС | |
| ✖ Рязань (Протасово)                      | 470                            | 2000x42                | Мі-8, Мі-24 | ВПС > КСпП > 16-а ВА > 865-а БРВ | |
| ✚ Саваслейка                              | 650                            | 2500x48                | МіГ-31 | 54-й ВАП | |
| ✖ Саватія                                 | 1250                           | 2500х48                | МіГ-31 | ВПС > 6-та А ВПС і ППО > 21-й кППО > 458-й ВАП | Не використовується. |
| ✚ Саки (Крим)                             | 0 / 190                        | 3175х60                | Су-24, | ВМФ > ВПС ЧФ > 43-й ОМШАП | В 2014 році аеродром був окупований ВМФ Росії. |
| ✖ Сальськ                                 | 200 / 350                      | 2500х48                | МіГ-23 | н/д | Аеродром розібраний. |
| ✚ Самара (Бобрівка)                       | 830 / 950                      | 2500x40                | Су-15, МіГ-21, МіГ-23, МіГ-23, Мі-8, Мі-24, Мі-26                                                                        | 683-й ВАП, 237-а ОВЕ, 2179-а БРЛ | |
| ✚ Самара (Кряж)                           | 800 / 910                      | 2100х40                | Ан-2, Мі-2 | ВПС > ЧЦП > ЦСК ВПС > спортивний центр | |
| ~ Самара (Рождєствєно)                    | 800 / 910                      | 1200х70                | Ан-2, Мі-2 | ВПС > ЧЦП > ЦСК ВПС > спортивний центр | Використовує приватна авіація. |
| ✚ Саратов (Сокол)                         | 460 / 580                      | 2000x80                | Мі-2, Мі-8, Ансат-У, Ка-226                                                                                              | ВПС > ЧЦП > НЗ > Філіал ВУНЦ ВПС > УАГ в/ч 15566 | |
| ✖ Світлоград                              | 390 / 490                      | 2800x60                | Л-39 «Альбатрос» | | Належав СВВАУЛШ до 1993 року. Закинутий. |
| Свободний                                 | 5850                           |                        | Мі-8 | РВСН > 42-а РД > 225-а ОВЕ | |
| ✚ Сєвєроморськ-1                          | 1850                           | 1925x80                | Ан-12, Ан-26, Іл-38, Ту-134                                                                                              | ВМФ > ВПС ПФ > 403-й ОЗАП | |
| ✖ Сєвєроморськ-2                          | 1850                           | 3000х80                | Ка-27, Ка-29 | ВМФ > ВПС ПФ > 830-й ОКПЛВП | Закинутий. |
| ✚ Сєвєроморськ-3                          | 1850                           | 2500х60                | Су-25УТГ, Су-33 | ВМФ > ВПС ПФ > 279-й і 100-й ОКВАП | |
| ✚ Сєща (Брянська обл.)                    | 150                            | 3100x56                | Ан-124 «Руслан», Іл-76М                                                                                                  | ВПС > 61-а ВА ВГК (ВТА) > 12-а ВТАД > 566-й ВТАП | Деактивований в 2010 році, відновлений у 2014. |
| ✚ Сєща (Брянська обл.)                    | 150                            | 3100x56                | Ан-124-100 | ВПС > 61-а ВА ВГК (ВТА) > 224 ЛЗ ВТА | Ескадрилья Ан-124-100 із 224 ЛЗ |
| ✖ Сіверський                              | 800                            | 2505х44                | Су-24М | ВПС > 6-а А ВПС и ПВО > 67-й БАП | Розформований в грудні 2009 року. Літаки перегнані в Мончегорськ. Залишена комендатура для охорони і підтримання запасним.                                                          |
| ✖ Славгород (Північний)                   | 2700                           |                        | | ВПС > ЧЦП > НЗ > Барнаульское ВВАУЛ > 59-й НАП | Аеродром закритий. |
| ~ Смоленськ (Північний)                   | 280                            | 2500x49                | Іл-76 | ВПС > 103-й ГВТАП | Розформований. Літаки передані в Оренбург і Таганрог, Твер. Базується експериментальна льотно-дослідна станція Смоленського авіазаводу.                                             |
| ✖ Смуравйово                              | 780                            | 2500х44                | Су-24 | ВПС > 6-та А ВПС і ППО > 149-а ЗАД > 722-й БАП | Розформований у грудні 2009. Літаки частково (1 АЕ) передані в Морозовськ. Аеродром закинутий.                                                                                      |
| ✚ Совєтська Гавань (Каменний Ручєй)       | 6650                           | 3400х80                | Іл-28, Ту-16, МіГ-17СДК, Ту-142, Ту-142, Ту-104, Ту-22М2, Ту-22М, Ту-142, Ту-142МЗ, Ан-12ПС, Мі-14ПС, Ка-27, Мі-8, Ан-26 | ВМФ > ВПС ТОФ > 143-а МРАД > 568-й МРАП, 570-й МРАП, 269-а ОИАЭ ; 310-й ОПЛАП ДД, 355-а ОЗАЕ; затем 568-й ОЗАП, 7061-а АвБ ТОФ | Ту-22МЗ передані на АвБ Белая. Потребує реконструкції. |
| ✖ Совєтська Гавань (Постова)              | 6700                           | 2456х44                | МіГ-3, ЛаГГ-3, МіГ-17, Су-9, МіГ-21, МіГ-23МЛ, Мі-8МТВ                                                                   | ВМФ > ВПС ТОФ > 15-а ИАД > 41-й ВАП; ПВО > 11-а ОА ПВО > 41-й ВАП, 308-й ВАП | 41-й ВАП замінив 308-й ВАП, далі розформований в 1994 році, аеродром законсервирований. В 90-х роках на базі аеродрому працював дитячий військово-патріотичний клуб на Як-52, Ан-2. |
| ✖ Соль-Ілецьк, Оренбурзька обл.           | 1060 / 1200                    | 2200х40                | | | Не використовується, ЗПС демонтована. |
| ✚ Сольці                                  | 670                            | 3000х80                | Ту-22М | ВПС > 37 ВА ВГК (СП) > 22-а ГВБАД > 840-й ВБАП | Залишена комендатура для охорони і підтримання запасним. |
| ~ Сочі (Адлер)                            | 340 / 530                      | 2200х49 2890х50        | н/д | н/д | Використовує цивільна авіація. |
| ✖ Спаськ-Дальний                          | 6600                           | 3050×60                | | | Закинутий |
| ✖ Середньо-Біла                           | 5900                           |                        | Мі-8, Мі-24 | ВПС > 11-та А ВПС і ППО > 394-й ОВП | Полк розформований. |
| ✚ Ставрополь (Шпаковське)                 | 380 / 480                      | 2600х48                | н/д | н/д | Аеродром спільного базування. |
| ✖ Степ                                    | 5100                           | 2500х40                | МіГ-27 > (с09.1995г) Су-25                                                                                               | 23-а ПА ЗабВО > 266-й АПИБ → (з 09.1995 р.) 266-й ОШАП | перебазований 04.1990 р., в 2010 р. розформований, АТ і ОС перебазовані в Домну |
| ~ Ступіно                                 | 400                            | 2145х40 2000х50        | н/д | 436-й ОТАП → 106-а ОТАЕ | Розформована в 1998 році. Аеродром використовується приватною авіацією. |
| ✚ Сизрань (Троєкуровка)                   | 710 / 810                      | 2000x40                | Мі-8, Мі-24 | ВПС > ЧЦП > НЗ > Сизранський ВАІ > 484-й НВП | |
| ✚ Таганрог (Центральний)                  | 40 / 130                       | 2505х44                | Іл-76МД | ВПС > 61-а ВА ВГК (ВТА) > 18-а ВТАД > 708-й ВТАП | |
| ✚ Тамбов                                  | 370                            | 2500х47                | Л-39 «Альбатрос», Ан-26, Ту-134УБЛ                                                                                       | ВПС > 37-а ВА ВГК (СП) > 3119-а АвБ ТВВАУЛ | |
| ✖ Татищеве                                | 450 / 570                      |                        | Мі-8 | РВСН > 60-а РД > 10-а ОВЕ | Розформований в 2011 році. |
| ✚ Твер (Мігалово)                         | 510                            | 2500x49                | Іл-76МД | ВПС > 61-а ВА ВГК (ВТА) > 12-а ВТАД > 196-й ГВТАП | |
| ✚ Твер (Мігалово)                         | 510                            | 2500x49                | Ан-22 «Антей», Ан-124-100                                                                                                | ВПС > 61-а ВА ВГК (ВТА) > 12-а ВТАД > 76-а ОГВТАЭ | |
| ✚ Твер (Мігалово)                         | 510                            | 2500x49                | Іл-76МД | ВПС > 61-а ВА ВГК (ВТА) > 224 ЛЗ ВТА | 224 ЛЗ ВТА |
| ✚ Твер (Мігалово)                         | 510                            | 2500x49                | Ан-12, Ан-26, Ту-134 | ВПС > 61-а ВА ВГК (ВТА) > ? БЗАТ | |
| ✖ Тейково                                 | 660                            | 110x20                 | Мі-8 | РВСН > 54-а РД > 60-а ОВЕ | Розформований в 2011 році. |
| ✖ Теренсай, Оренбурзька обл.              | 1400                           | 3000х80                | | | Не используется, ЗПС демонтована. |
| ✚ Тіксі                                   | 4800                           |                        | Ан-12, Мі-8 | ВПС > 37 ВА ВГК(СН) > Оперативна група в Арктиці > 199-а АвБ | |
| ✚ Тихорєцьк                               | 200 / 300                      | 2500х48                | Л-39 «Альбатрос» | ВПС > КВВАУЛ > УАвБ (2 розряду) | |
| ✚ Торжок                                  | 530                            | 528x32 522x32          | Мі-4, Мі-6, Мі-8, Мі-24, Мі-24, Мі-26, Мі-28, Ка-27, Ка-50, Ка-52                                                        | ВПС > ЧЦП > 344-й ЦБП и ПЛС АА > 696-й ІДВП | |
| ✖ Тоцьке-2, Оренбурзька обл.              | 940 / 1070                     |                        | МіГ-23 | ВПС > 1080-й НАЦ ПЛС > 281-й ИВАП | Полк розформований в 1994 році |
| ✖ Тоцьке-2, Оренбурзька обл.              | 940 / 1070                     | Су-24                  | ВПС > ВПС ПриВО > 976-й БАП                                                                                              | В 1996 році передислокований з аеродрома Упрун, в тому ж році розформований. | |
| ✖ Тоцьке-2, Оренбурзька обл.              | 940 / 1070                     |                        | ВПС > ЧЦП > 2881-а БРВ                                                                                                   | БРВ перенесена на аеродром Чебеньки. | |
| ✖ Троїцьк                                 | 1550                           | 2000x60 758x47 786x40  | Мі-6, Мі-8 | ВПС > 5-а А ВПС і ППО > 113-й ОВП → 316-а ОВЕ → 933 АвБ | 933 АвБ реорганізована і перебазована в Каменськ-Уральський. |
| ✖ Троїцьк                                 | 1550                           | 2000x60 758x47 786x40  | Мі-8, Мі-24 | ВПС > 5-а А ВПС і ППО > 199-а ОВЕ → 933 АвБ | 933 АвБ реорганізована і перебазована в Каменськ-Уральський. |
| ✚ Тула (Клоково)                          | 330                            | 1800x50                | Мі-8, Мі-24 и Мі-26 | ВПС > КСпП > 16-а ВА > 490-й ОВП БіУ | Частина розформована, ОС і АТ передані в АвБ Вязьма (Двоєвка). |
| ✚ Тула (Клоково)                          | 330                            | 1800x50                | Ан-2 | Авіація ВДВ > 110-а ОВТАЕ | |
| ✖ Тушино                                  | 450                            | 1300x60                | н/д | н/д | |
| ~ Угольний, Чукотський АО                 | 6650                           | 3500х60                | До 1982 р. Як-28П | до 1982 р. 529 ВАП | Входив до складу Оперативної Групи Арктики (ОГА) дальної авіації. Використовується цивільною авіацією.                                                                              |
| ~ Угольний, Чукотський АО                 | 6650                           | 3500х60                | З 1982 по 1992 рр. Су-15ТМ                                                                                               | З 1982 по 1992 рр. 171 ВАП | Входив до складу Оперативної Групи Арктики (ОГА) дальної авіації. Використовується цивільною авіацією.                                                                              |
| ✚ Ужур                                    | 3350                           |                        | Мі-8 | РВСН > 62-а РД > 68-а ОВЕ > АвКмд | Ескадрилья розформована, ОС і АТ передані АвБ (АА) Толмачово. |
| ✚ Українка                                | 5900                           | 3500х60                | Ту-95МС | ВПС > 37 ВА ВГК (СП) > 326-а ВБАД > 182-й ГВБАП | |
| ✚ Українка                                | 5900                           | 3500х60                | Ту-95МС | ВПС > 37 ВА ВГК (СП) > 326-а ВБАД > 79-й ВБАП | |
| ✚ Улан-Уде-Східний                        | 4600                           | 2700х70                | Ту-134, Мі-8 | н/д | |
| ✚ Ульяновськ-Східний                      | 800                            | 5000x105               | Іл-76МД, Іл-76МД-90А | ВПС > 61-а ВА ВГК (ВТА) > 18-а ВТАД > 235-й ВТАП | |
| ✚ Упрун                                   | 1550                           | 2500x40                | Ту-134ш | ВПС > ЧЦП > ЧВВАУШ > 607-й НАП | Сформований в 1982 році. Розформований в 1992 році |
| ✚ Упрун                                   | 1550                           | 2500x40                | Су-24 | ВПС > 1080-й НАЦ ПЛС > 976-й БАП | Виведений 06.1992 р. з Кюрдамиру. В 1996 р. передислокований в Тоцьке-2 |
| ✚ Упрун                                   | 1550                           | 2500x40                | Ан-12, Ан-24 | ВПС > 5-а А ВПС і ППО > 320-а ОТАЕ → 80-а АвБ | Виведена 01.1998 р. з Кустаная. Розформована 12.2009 р. |
| ✚ Федотово                                | 830                            | 3494х56                | Ту-142, Ту-142 | ВМФ > ВПС ПФ > 73-а ОПЛАЭ | |
| ✚ Хабаровськ-Центральний                  | 6450                           | 2410х36                | Ан-12, Ан-26, Ту-134, Ту-154, Іл-20                                                                                      | ВПС > 3-тє К ВПС і ППО > АГ 6983-й гв. АвБ → 11-та А ВПС і ППО > 35-й ОТЗАП | |
| ✚ Хабаровськ-Центральний                  | 6450                           | 2410х36                | Мі-8, Мі-26, Ка-52 | ВПС > 3-тє К ВПС і ППО > 573-а АвБ (АА) | Сформована на базі 825-го ОТБВП |
| ~ Хібіни                                  | 1700                           | 2496х42                | н/д | н/д | Використовується цивільною авіацією. |
| ✚ Хмеймім                                 |                                | 2410х36 2715х47        | Су-25, Су-27, Су-30, Су-34, Мі-8, Мі-24, Мі-24, Мі-28н, Ка-52                                                            | н/д | На аеродромі розташована Російська авіагрупа в Сирії. |
| ✖ Холодногірський                         | 380 / 480                      | 2400x48                | Л-39 «Альбатрос» | | Належав СВВАУЛШ до 1993 р. |
| ✚ Хотилове                                | 590                            | 2500x47                | МіГ-31, Су-27 | ПВО > МО ПВО > 32-й кППО > 790-й ВАП | |
| ✖ Хороль                                  | 6550                           | 3714х70                | Ту-95РЦ, Ту-16 | ВМФ > ВПС ТОФ > 304-й ОДРАП ВМФ > ВПС ТОФ > 25 МРАД > 141-й ГМРАП | Аеродром готувався за програмою ПКС "Буран". |
| ✚ Храброво                                | 420                            | 2500х60                | Ан-2, Ан-12, Ан-24, Ан-26, Бе-12, Мі-8                                                                                   | ВМФ > ВПС БФ > 398-а ОТАЕ | Аеродром спільного базування. |
| ✚ Хурба                                   | 6400                           | 2500х40                | Су-24М2 | ВПС > 3-е К ВПС и ПВО > управління 6983 гв. АвБ (1 розряду) | |
| ✚ Центральна Углова                       | 6650                           | 2450х36                | Су-27, Су-27СМ, МіГ-31                                                                                                   | ВПС > 11-та А ВПС і ППО > 23-й кППО > 22-й ГВАП | |
| ✖ Центральне летовище імені М. В. Фрунзе  | 450                            | 1802х80                | | | Закритий в 2003 році. |
| ✖ Чебеньки, Оренбурзька обл.              | 1100 / 1250                    | 2500x40                | Мі-6, Мі-8, Ми-14ПС | ВПС > 5-а А ВПС і ППО > 118-а ОВЕ | Ескадрилья розформована в 2009 році ОС і АТ передані в Троїцьк. |
| ✖ Чебеньки, Оренбурзька обл.              | 1100 / 1250                    | 2500x40                | Су-24, МіГ-23, МіГ-27, Су-17.                                                                                            | ВПС > 5-а А ВПС і ППО > 4215-а БРЛ > 202-а АвКмд | База розділювання авіаційної техніки |
| ✚ Чернігівка                              | 6600                           | 2500х44                | Су-25, Су-25СМ | 11-та А ВПС і ППО > 303-а ГЗАД > 18-й ШАП | |
| ✚ Чернігівка                              | 6600                           | 2500х44                | Мі-8АМТШ, Ка-52 | 11-та А ВПС і ППО > 575 АвБ (АА) | |
| ✚ Черняховськ                             | 360                            | 2500х42                | Су-24 | ВМФ > ВПС БФ > 4-й ОМШАП | |
| ✚ Чита-1 (Черемушки)                      | 5000                           | 2510х40                | Ми-24, Ми-8амтш | 11-та А ВПС і ППО > 439-а АвБ > 112-й ОВП | |
| ✚ Чкаловськ                               | 410                            | 3000х60 2600х100       | Су-27 | ВМФ > ВПС БФ > 689-й ОВАП | |
| ✚ Чкаловськ                               | 410                            | 3000х60 2600х100       | Мі-8, Мі-24 | ВМФ > ВПС БФ > 125-а ОВЕ | |
| ✚ Чкаловський (Московська обл.)           | 480                            | 3632х60 3000х60        | Іл-62, Іл-76, Ту-134 Ту-154, Іл-20, Іл-22, Іл-82, Іл-80                                                                  | ВПС > ЧЦП > 8-а АДОП > 6991-а АБ (353-й, 354-й АПОП, 226-й ОЗАП) > 8-а АДОП, 223-й ЛЗ | |
| ✚ Чкаловський (Московська обл.)           | 480                            | 3632х60 3000х60        | Іл-76МДК, Ту-154, Ту-134, Л-39 «Альбатрос»                                                                               | ВПС > ЧЦП > РДНДВ ЦПК > 70-й ОИТАП ОН | |
| ✖ Чугуївка (Соколовка)                    | 6700                           |                        | МіГ-25, Су-27, МіГ-31 | 530-й ВАП | Розформований в 2009 р. |
| ✚ Шагол                                   | 1600                           | 2500x40                | Ту-134Ш, Ан-26Ш, Ту-134УБЛ                                                                                               | ВПС > ЧЦП > НЗ > Челябінський ВАІШ | |
| ✚ Шагол                                   | 1600                           | 2500x40                | Су-24М, Су-24МР, Су-34                                                                                                   | ВПС > 14-та А ВПС і ППО > 2-й ЗАП | |
| ✖ Шадрінськ                               | 1700                           | 2500х40                | Ту-124Ш, Ту-134Ш | ВПС > ЧВВАУШ > 108-й НАП | Розформований в 1989 р. |
| ✖ Шадрінськ                               | 1700                           | 2500х40                | Іл-76 | ВПС > ВТА > 600-й ВТАП | Розформований в 1998 р. Аеродром закинутий, ЗПС демонтована повністю. |
| ✚ Шайківка (Калузька обл.)                | 210                            | 3000×75                | Ту-22М3 | ВПС > 37-а ВА ВГК (СП) > 22-а ГВБАД > 52-й ГВБАП | |
| ✚ Шаталово (Смоленська обл.)              | 225                            | 2500х58                | Су-24МР, МиГ-25РБ | ВПС > КСН > 16-а ВА > 47-й ОРАП | знову сформоований, літаки прибули з Воронежа і Мончегорська |
| ✖ Юр'я                                    | 1200                           |                        | Мі-8 | РВСН > 8-а РД > 224-а ОВЕ | Ескадрилья розформована. |
| ✚ Ярославль (Туношна)                     | 700                            | 3000x44                | н/д | ВПС > ЧЦП > ? БЗР БПЛА | Аеродром спільного базування. |
| ✖ Ясний, Оренбурзька обл.                 | 1400                           | 210х64                 | Мі-8 | РВСН > 13-а РД > 84-а ОВЕ | Ескадрилья розформована, ОС і АТ передані в АвБ Каменськ-Уральський. |

### Скорочення
А — армія

АА — армійська авіація

АББПЛ ДРЛО — рос. авиабаза боевого применения самолётов дальнего радиолокационного обнаружения

АвБ — авіаційна база

АвКмд — авіаційна комендатура

АГ — авіагрупа

АДОП — авіадивізія особливого призначення

АП — авіаполк

АПОП — авіаполк особливого призначення

АТ — авіатехніка
БАД — бомбардирувальна авіадивізія

БАП — бомбардирувальний авіаполк

БРВ — база резерву вертольотів

Бр АА — бригада армійської авіації

БРЛ — база резерву літаків

БіУ — бойового і управління

БФ — Балтійський флот

БЗАТ — база зберігання авіатехніки

БЗВ — база зберігання вертольотів

БЗР БПЛА — база зберігання і ремонту безпілотних літальних апаратів
ПА — повітряна армія

ВАІ — військовий авіаційний інститут

ВАП — винищувальний авіаційний полк

ВБАД — важка бомбардувальна авіадивізія

ВБАП — важкий бомбардувальний авіаполк

ВГК (СП) — Верховного Головного командування (Стратегічного призначення)

ВНДЦ — військовий науково-дослідний центр

ВП — вертолітний полк

ВРХБЗ — війська радіаційного, хімічного та біологічного захисту

ВТ — військово-транспортний

ВТА — військово-транспортна авіація

ВТАБ — військово-транспортна авіабаза

ВТАД — військово-транспортна авіадивізія

ВТАП — військово-транспортний авіаполк
Г, гв. — гвардійський
ДІЗАП — дослідно-інструкторський змішаний авіаполк

ДЛДЦ — Державний льотно-дослідний центр

дППО — дивізія ППО
ЗАД — змішана авіадивізія

ЗАП — змішаний авіаційний полк
І — інструкторський

ІДВП — інструкторсько-дослідний вертолітний полк

ІДВЕ — інструкторсько-дослідний вертолітна ескадрилья
КВ — космічні війська Росії

КВАП — корабельний винищувальний авіаційний полк

КСпП — Командування спеціального призначення

кППО — корпус ППО
ЛЗ — льотний загін
МРАП — морський ракетоносний авіаціоний полк
н/д — немає даних
НАП — навчальний авіаційний полк

НАЦ — навчальний авіаційний центр

НВП — навчальний вертолітний полк

НЗ — навчальні заклади

НЦБЗ — навчальний центр бойового застосування
О — окремий

ОА — окрема армія

ОАЕ — окрема авіаескадрилья

ОВАП — окремий винищувальний авіаційний полк

ОВТАЕ — окрема військово-транспортна авіаескадрилья

ОВЕ — окрема вертолітна ескадрилья

ОГМРАП — окремий гвардійський морський ракетоносний авіаційний полк

ОДБАП — окремий дальній бомбардувальний авіаційний полк 

ОДРА — окремий дальній розвідувальний авіаційний загін

ОДТАПОП — окремий дослідно-тренувальний авіаполк особливого призначення

ОЗАП — окремий змішаний авіаполк

ОЗАЕ — окрема змішана авіаескадрилья

ОКПВП — окремий корабельний протичовновий вертолітний полк

ОКПВЕ — окрема корабельна протичовнова вертолітна ескадрилья

ОМШАП — окремий морський штурмовий авіаційний полк

ОМШАЕ — окрема морська штурмова авіаційна ескадрилья

ОПАП — окремий протичовновий авіаційний полк

ОПАЕ — окрема протичовнова авіаційна ескадрилья

ОПВП — окремий протичовновий вертолітний полк

ОС — особовий склад

ОТАП — окремий транспортний авіаполк

ОТАЕ — окрема транспортна авіаескадрилья

ОТБВП — окремий транспортно-бойовий вертолітний полк

ОТЕ — окрема транспортна ескадрилья
ПФ — Північний флот
Р — розвідувальний

РА — ракетна армія

РД — ракетна дивізія

РДНДВ ЦПК — Російський державний науково-дослідний випробувальний центр підготовки космонавтів
СВ — сухопутні війська
ТБВП — транспортно-бойовий вертолітний полк

ТОФ — Тихоокеанський флот
ЦБПіБЗ — центр бойової підготовки і бойового застосування

ЦБПіПЛС — центр бойової підготовки і перенавчання льотного складу

ЦБПіПЛС БПЛ — центр бойового застосування і перенавчання особового складу частин безпілотних літаків

ЦПАТ — центр показу авіаційної техніки

ЦПЛВ — центр підготовки льотчиків-випробовувачів

ЦППЛС ВТА — Центр підготовки і перенавчання льотного складу Військово-транспортної авіації

ЦСК — Центральний спортивний клуб
ЧЦП — частини центрального підпорядкування

ЧФ — Чорноморський флот
ШАП — штурмовий авіаполк